# Прилеп (Добрицька область)
При́леп (болг. Прилеп) — село в Добрицькій області Болгарії. Входить до складу общини Добричка.

## Населення
За даними перепису населення 2011 року у селі проживали 18 осіб.
Національний склад населення села:
| Національність   | Кількість осіб | Відсоток |
| ---------------- | -------------- | -------- |
| болгари          | 11             | 61,1%    |
| цигани           | 6              | 33,3%    |
| інша             | 0              | 0%       |
| Всього відповіли | 18             |          |

Розподіл населення за віком у 2011 році:
Динаміка населення: